# Buenos Aires Retroceso
Buenos Aires Retroceso är en ort i Mexiko.   Den ligger i kommunen Tamazunchale och delstaten San Luis Potosí, i den sydöstra delen av landet, 200 km norr om huvudstaden Mexico City. Buenos Aires Retroceso ligger 275 meter över havet och antalet invånare är 412.
Terrängen runt Buenos Aires Retroceso är kuperad åt nordost, men åt sydväst är den bergig. Buenos Aires Retroceso ligger nere i en dal. Runt Buenos Aires Retroceso är det ganska tätbefolkat, med 60 invånare per kvadratkilometer. Närmaste större samhälle är Tamazunchale, 10,9 km nordost om Buenos Aires Retroceso. I omgivningarna runt Buenos Aires Retroceso växer i huvudsak städsegrön lövskog.